# Concertino per a piano (Tubin)
El Concertino per a piano en mi bemoll major va ser compost per Eduard Tubin entre el 1944 i el 1945 i va ser estrenat el 16 d'octubre de 1945 a Estocolm per l'Orquestra Simfònica de la Ràdio Sueca dirigida per Tor Mann i amb Olav Roots al piano. Té una durada aproximada de 23 minuts.

## Origen i context
El pianista i director Olav Roots feia temps que havia demanat una obra a Tubin. Abans de la guerra, Tubin havia intentat dues vegades començar un concert per a piano sense èxit. Després de l'exili a Suècia el 1944 i un cop instal·lat al camp de refugiats per a estonians de Neglinge va escriure el Concertino per a piano i orquestra en dos mesos. Tubin va iniciar el Concertino el 19 de desembre de 1944 i el va completar el 19 de febrer de 1945.

## Representacions
Després de l'estrena, al cap de poc temps es va interpretar a la sala de concerts d'Estocolm amb el director hongarès Carl Garaguly. La primera actuació a Estònia va ser el 17 de juny de 1965 a Tallinn, amb Ada Jõgi al piano, amb l'Orquestra Simfònica de la Ràdio Estoniana dirigida per Neeme Järvi. La pianista Käbi Laretei el va interpretar en gires per Suècia, Noruega i Alemanya. Amb el temps va ser una de les obres orquestrals més interpretades de Tubin.

## Recepció
La crítica musical sueca el va rebre positivament. El compositor Kurt Atterberg el va lloar tot escrivint sobre els «superbs tutti orquestrals», l'«estructura magníficament clara» i el «caràcter magnètic de la música». Yngve Flyckt el va elogiar com una «obra rítmicament viva i harmònicament ben elaborada, plena de colors i estats d'ànim inesperats juntament amb un bon sentit comú». Kajsa Rootzén el va alavar escrivint que «la força de Tubin és la seva impulsivitat rítmica».

## Instrumentació
El Concertino per a piano està escrit per a una orquestra gran estàndard, sense instruments doblats, concretament: 2 flautes, 2 oboès, 2 clarinets, 2 fagots - 4 trompes, 3 trompetes, 3 trombons, 1 tuba, percussió i cordes.

## Música
El Concertino de Tubin consta de tres moviments interconnectats.
1. Primer moviment: Allegro vivace

Combina temes rítmics i melòdics, alternant intensitat orquestral i moments més calmats, acabant amb un passatge introspectiu que connecta amb el següent moviment.
1. Segon moviment: Lento, sostenuto e tranquillo

Comença amb una cadència contemplativa del piano, que es desenvolupa amb temes de l'oboè, els trombons i la tuba, i culmina en una intensificació rítmica de les timbales.
1. Tercer moviment: Allegro giocoso, ma non troppo

Es caracteritza per la seva energia i frescor, amb un piano dominant, seguit d'una secció pacífica i un final apassionat que barreja piano i orquestra.